# HBO Max
HBO Max ist ein Video-on-Demand-Dienstleister von Warner Bros. Discovery, der am 27. Mai 2020 in den Vereinigten Staaten startete. Ende März 2021 gab AT&T bekannt, dass 40,6 Millionen Kunden für HBO Max zahlen. Für 30,9 Millionen Abonnenten ist der Service allerdings als Teil von HBO TV inkludiert; es ist unbekannt, wie viele davon den Dienst tatsächlich nutzen.
Nach kurzzeitiger Umbenennung in Max (2023–2025), soll der Video-on-Demand-Dienstleister im Sommer 2025 wieder unter HBO Max auftreten.

## Hintergrund

### Entstehung

Ehemaliges Logo von HBO Max

Eine Streaming-Plattform für WarnerMedia-Inhalte wurde am 10. Oktober 2018 von WarnerMedia angekündigt und sollte ursprünglich noch Ende 2019 starten. Im Mai 2019 wurde angekündigt, dass das Streaming-Angebot die Marke Home Box Office (HBO) nutzen wird. Der vollständige Name HBO Max wurde schließlich am 9. Juli 2019 von WarnerMedia angekündigt. Zugleich wurde angekündigt, dass der Starttermin des Portals auf Anfang 2020 verschoben wurde. Die bestehenden Dienste HBO Now und HBO Go werden zukünftig zugunsten von HBO Max aufgegeben.
Seit dem 27. Mai 2020 ist die Streaming-Plattform in den USA erreichbar. Das Angebot enthält zum großen Teil Titel aus den Portfolios der WarnerMedia-Marken, wozu u. a. Produktionen der Firmen/Kanäle Adult Swim, Boomerang, CNN, Cartoon Network, The CW, Crunchyroll, DC Entertainment, HBO, Looney Tunes, New Line Cinema, TBS, truTV, TNT, Rooster Teeth, Turner Classic Movies und Warner Bros. gehören. Nach Angaben von WarnerMedia enthält HBO Max zum Start rund 10.000 Stunden Videomaterial. Auch finden sich beim Video-on-Demand-Service sogenannte „Max Originals“ (eigens für den Dienst angefertigte Eigenproduktionen) und „HBO Originals“ (Produktionen von HBO).
Am 26. Mai 2021 gab WarnerMedia bekannt, am 29. Juni 2021 in 39 Staaten und Gebieten in Latein- und Südamerika HBO Max zu veröffentlichen. Der Preis betrug anfangs zwischen 3 und 6 $ im Monat. In Mexiko und Brasilien ist im Angebot auch Live-Sport enthalten, unter anderem Spiele der UEFA Champions League. Außerdem wurde bekannt gegeben, dass HBO Max Lateinamerika bis Ende 2022 über 100 Original-Produktionen produzieren wird. Wie in den Vereinigten Staaten wurde dort mit dem Start der bestehende Dienst HBO Go beendet, dessen Nutzer automatisch Zugang zu HBO Max erhielten.
Im September 2021 eröffnete WarnerMedia seine Niederlassung in Asien und kündigte die Einführung von HBO Max in ausgewählten Ländern Asiens an. Am 26. Oktober 2021 wurde HBO Max in sechs europäischen Ländern gestartet: Schweden, Dänemark, Norwegen, Finnland, Spanien und Andorra. Es ersetzte die bestehenden Video-on-Demand-Dienste von HBO Europe: HBO Nordic in den nordischen Ländern und HBO España in Spanien und Andorra (in diesen Ländern gab es keine linearen HBO-Sender).
WarnerMedia hat angekündigt, dass HBO Max im Jahr 2022 in 21 weiteren europäischen Ländern veröffentlicht wird, auch in sechs Ländern, in denen HBO-Dienste nie existierten: Türkei, Griechenland, Island und den baltischen Staaten. Am 8. März 2022 debütierte der Dienst in 15 europäischen Ländern, die meisten von ihnen waren Länder Mittel- und Osteuropas (Bosnien und Herzegowina, Bulgarien, Kroatien, Tschechien, Ungarn, Kosovo, Moldawien, Montenegro, Nordmazedonien, Polen, Rumänien, Serbien, Slowakei, Slowenien), wo es auch den bestehenden Dienst HBO Go ersetzte. Darüber hinaus erschien es in Portugal, wo es auch den lokalen Streaming-Dienst HBO Portugal ersetzte, und in den Niederlanden, wo HBO-Kanäle zuvor existierten, aber 2016 geschlossen wurden.
Jason Kilar, Chief Operating Officer von WarnerMedia, gab bekannt, dass HBO Max in Großbritannien, Irland, Italien, Deutschland, Österreich und der Schweiz nicht vor 2025 debütieren wird, da die Kanäle der Sky Group (Sky Atlantic) in diesen Ländern den exklusiven Vertrieb von HBO-Inhalten haben. In Frankreich hingegen wurde der Start des Dienstes dadurch verzögert, dass Orange und Canal+ die Rechte an der Verbreitung der HBO-Inhalte hielten. WarnerMedia kündigte an, dass nach Ablauf dieser Frist HBO Max gestartet wird, 2021 wurde sogar ein Team für die Produktion von französischen Originalinhalten gegründet und schließlich offiziell als Max im Juni 2024 gestartet.

### Zusammenschluss zu Warner Bros. Discovery & Relaunch alsMax

Logo der Plattform Max

Am 17. Mai 2021 gab AT&T eine Vereinbarung bekannt, WarnerMedia abzuspalten und mit Discovery, Inc. zusammenzuschließen. JB Perrette, Präsident und CEO von Discovery Streaming and International, erklärte damals, dass Warner Bros. Discovery beabsichtige, den Streaming-Dienst HBO Max von WarnerMedia mit Discovery+ von Discovery, Inc. zusammenzuführen, zunächst als zusätzliches Produktpaket, bevor beide Dienste schließlich fusionieren werden. Die Fusion der beiden Unternehmen wurde im April 2022 abgeschlossen, bei welcher David Zaslav als CEO des neuen Dienstes hervorging.
In einem Investorenmeeting wurden die Pläne zur Zusammenführung der beiden Plattformen bestätigt und eine Veröffentlichung des Dienstes in Amerika für Sommer 2023 anvisiert. Im Februar 2023 wurde nach einem Bericht des The Wall Street Journal bekannt, dass die Pläne zur Aufgabe des Dienstes Discovery+ verworfen wurden. Der Dienst wird als niederschwelliges, kostengünstigeres Angebot erhalten bleiben.
Am 12. April 2023 wurde der Dienst offiziell auf einer Pressekonferenz vorgestellt. Ziel des neuen Dienstes sei es, Inhalte von HBO Max und Discovery+ auf einer Plattform zu vereinen. Der Zusatz HBO wurde laut JB Perrette bewusst aus dem Namen des neuen Angebots weggelassen, um neue Produktionen von Max nicht mit den Reality-TV-Inhalten von HBO zu verwässern. Zum Start des Dienstes am 23. Mai 2023 kündigte Max drei Abonnement-Arten an, darunter auch ein werbefinanziertes Abonnement für 9,99 US-Dollar.
Im Juni 2024 wurde Max auch in Frankreich, Polen und der Niederlande veröffentlicht. Für 2026 ist, durch auslaufende Lizenzverträge mit Sky Deutschland und RTL Deutschland, auch ein Start in Deutschland geplant. Laut eigenen Angaben hat Max, zusammengerechnet mit den bestehenden HBO Max-Abonnenten, derzeit weltweit rund 100 Millionen Abonnenten.

### Rebranding zuHBO Max
Im Rahmen einer Pressekonferenz in New York kündigte Warner Bros. Discovery an, dass der Streamingdienst im Sommer 2025 wieder von Max in HBO Max umbenannt wird. Erste Anzeichen hatte es zuletzt schon gegeben, als man die Farbgebung wieder an das einstige Design von HBO Max angepasst hatte.

## Eigenproduktionen
Im Rahmen der Pressekonferenz am 12. April 2023 kündigte Max verschiedene Serien in Eigenproduktion an. Darunter neben weiteren Ablegern von Game of Thrones auch eine Serie aus dem Harry-Potter-Franchise, welche unter anderem von J. K. Rowling als Executive Producer produziert wird und mehrere Staffeln, basierend auf der gleichnamigen Romanreihe, erhalten soll. Zusätzlich wurden auch Pläne zur Umsetzung eines nicht näher genannten Ablegers von The Big Bang Theory genannt.

## Kritik und Kontroversen
HBO Max hat bereits Kritik hinsichtlich der Qualität seines Katalogs und der Vielfalt seiner Originalproduktionen erhalten. Darüber hinaus war die Plattform im Laufe ihres Bestehens in mehrere Kontroversen verwickelt, darunter Kontroversen über die gleichzeitige Ausstrahlung von Filmen in Kinos und auf der Plattform sowie Probleme mit Inhalten, die als anstößig oder kontrovers angesehen wurden. Einige seiner Originalproduktionen sorgten ebenfalls für Kontroversen, darunter die Serie „The Idol“, die seit ihrem Debüt auf HBO Max negative Kritiken hervorrief. Im Jahr 2023 war HBO Max in eine Kontroverse verwickelt, bei der der Dokumentarfilm „Amoklauf von Realengo“ ausgestrahlt wurde, der kürzlich auf der Streaming-Plattform veröffentlicht wurde. In der Dokumentation wird Core als Teil einer Gemeinschaft von Kinderpflegern erwähnt, und der YouTuber wurde später beschuldigt, ein Kinderpfleger zu sein. Diese Nachricht löste in den sozialen Netzwerken und in den Medien im Allgemeinen große Kontroversen aus.